# Dave Petitjean
Joseph David „Dave“ Petitjean Jr. (* 11. Januar 1928 in Rayne, Louisiana, USA; † 18. Juni 2013 in Lafayette, Louisiana) war ein US-amerikanischer Schauspieler.

## Leben und Wirken
Dave Petitjeans Eltern waren im Saatgutgeschäft tätig und betrieben ein Warendepot für den Landhandel in Rayne. Im Alter von 16 Jahren hatte er kurzzeitig die Louisiana State University besucht, bevor er im Verlauf des Zweiten Weltkrieges der United States Navy beitrat und an Bord des Kriegsschiffs USS Estes diente. Nach dem Krieg studierte er Landwirtschaft am Southwest Louisiana Institute, der heutigen University of Louisiana at Lafayette. Nach seiner Ausbildung arbeitete er 25 Jahre lang beim Chemiekonzern Olin Corporation. Danach war er bis zum Jahr 2000 für ein Versicherungsunternehmen tätig.
Petitjean trat nebenberuflich auch als Schauspieler in Erscheinung. Er hatte Nebenrollen in Filmen wie The Big Easy – Der große Leichtsinn und Angel Heart sowie in Fernsehfilmen und -serien wie In der Hitze der Nacht. Zudem veröffentlichte er drei CDs mit stereotypen Kurzgeschichten über die Cajun.
In seinen letzten Lebensjahren litt Petitjean an der Alzheimer-Krankheit, was ihn zur Aufgabe der Schauspielerei zwang. Er starb 85-jährig in einem Altersheim und hinterließ seine Frau Audrey, mit der er seit 1950 verheiratet war, und ihre beiden gemeinsamen Söhne Joseph und George.